# Germanecz Károly
Csitári Germanecz Károly Ágost (Grmanecz; Felsőcsitár, 1827. január 1. - Esztergom, 1885. február 1.) királyi tanácsos, Bars vármegyei tanfelügyelő, a Kisfaludy Társaság külső tagja.

## Élete
Nagyapja nemes Grmanecz István írnok volt. Szülei nemes Grmanecz Lajos és Bossánszky Karolina voltak. Testvérei Antal és Pál voltak.
1877-ben eladta felsőcsitári birtokait a Stummer családnak. Ugyanebben az évben hivatalosan is felvették a Csitári előnevet.
A Kisfaludy Társaság elhatározta a hazai idegen ajkú népek népköltészeti gyűjteményének kiadását. Magyar költeményeket, többek között a Szózatot szlovák nyelvre fordította, s ezért 1867-ben a társaság külső tagjává választották.
Esztergomba utazott, ahol a prímás fogadta volna, de a fogadás előtt szívszélhűdés érte. A városban temették el. Temetésén részt vett Majer István püspök, a szertartást Csáky Károly végezte.
Második felesége Werner Alojzia volt. Gyermekei Teréz (draskóczi Farkas Gézáné), Pál segédtanfelügyelő, Anna (cserenyei Cserenyey Imréné) voltak.

## Művei
- 1865 Orol tatránski; Horár tatránski. In: Krajan (folyóirat)[7]
- 1879 értesitvény az aranyos-maróthi állami elemi és felsőbb leányintézetről az 1878/79. tanév végén. Nyitra

Összeírást készített a vármegye iskoláiról.